# Richard Menefee

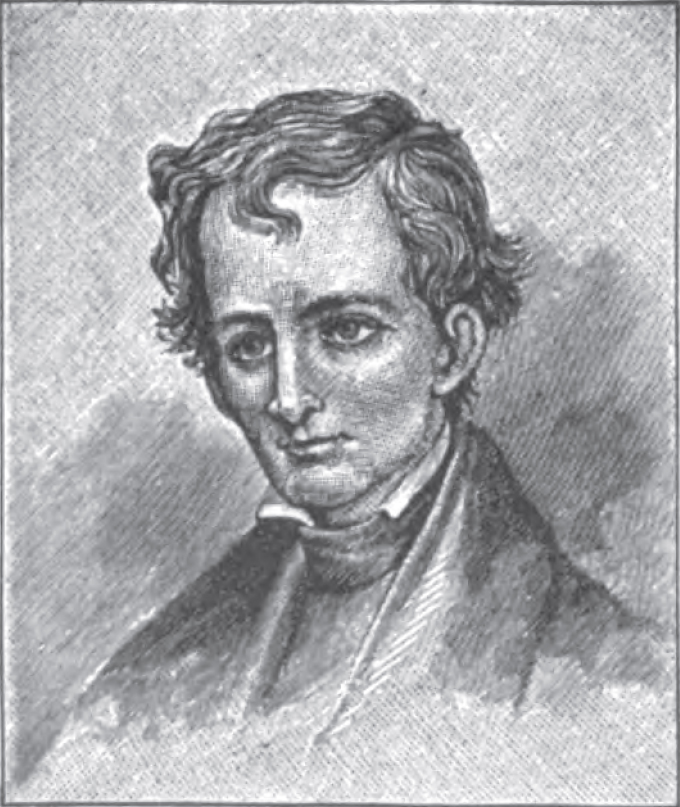
Richard Menefee

Richard Hickman Menefee (* 4. Dezember 1809 in Owingsville, Bath County, Kentucky; † 21. Februar 1841 in Frankfort, Kentucky) war ein US-amerikanischer Politiker. Zwischen 1837 und 1839 vertrat er den Bundesstaat Kentucky im US-Repräsentantenhaus.

## Werdegang
Richard Menefee besuchte die öffentlichen Schulen seiner Heimat und studierte danach an der Transylvania University in Lexington. Anschließend arbeitete er einige Jahre als Lehrer. Nach einem anschließenden Jurastudium und seiner 1830 erfolgten Zulassung als Rechtsanwalt begann er in Mount Sterling in diesem Beruf zu arbeiten. Im Jahr 1832 amtierte er als Staatsanwalt. Politisch war Menefee Mitglied der Whig Party. Zwischen 1836 und 1837 saß er als Abgeordneter im Repräsentantenhaus von Kentucky. Dort war er Mitglied des Steuerausschusses.
Bei den Kongresswahlen des Jahres 1836 wurde er im elften Wahlbezirk von Kentucky in das US-Repräsentantenhaus in Washington, D.C. gewählt, wo er am 4. März 1837 die Nachfolge von Richard French antrat. Bis zum 3. März 1839 absolvierte er nur eine Legislaturperiode im Kongress. Im Jahr 1838 war er zusammen mit John J. Crittenden Sekundant des Abgeordneten William J. Graves, der bei einem Duell seinen Kollegen Jonathan Cilley aus Maine erschoss. Wegen seiner aktiven Teilnahme an diesem Geschehen verlor er an Ansehen. Als Folge wurde ein Gesetz verabschiedet, das Duelle im Bereich der Bundeshauptstadt verbot. In diesem Zusammenhang hielt Richard Menefee seine längste Rede, die er auf drei Tage aufteilte. Dabei nahm er zu diesem Gesetz Stellung.
Nach seinem Ausscheiden aus dem US-Repräsentantenhaus praktizierte Menefee wieder als Anwalt. Im Jahr 1841 war er als Nachfolger von John Crittenden im US-Senat vorgesehen. Er starb aber noch vor dem vorgesehenen Amtsantritt. Richard Menefee war seit 1832 mit Sarah Bell Jouett verheiratet, mit der er drei Kinder hatte.
Nach ihm ist Menifee County in Kentucky benannt.